# Wretch
Albums de Kyuss
Sons of Kyuss
(1990) Blues For the Red Sun
(1992)
Wretch est le premier album du groupe de Stoner rock américain Kyuss. Il est sorti en septembre 1991 sur le label indépendant Dali Records et a été produit par Catherine Enny, Ron Krown et le groupe.

## Historique
Il est le premier album avec Nick Oliveri à la basse en remplacement de Chris Cockrell, néanmoins celui-ci joue sur deux titres ("Black Widow" et "Deadly Kiss"). Les titres au tempo rapide ("Hwy 74'", "Love Has Passed Me By") ou quasi "punk" ("Katzenjammer") alternent avec des chansons plus lentes, plus lourdes ("Son of a Bitch"). Si la production n'est pas à la hauteur, cet album pose les bases des trois prochains albums du groupe.
Cet album reprend cinq titres du précédent Ep, alors que le groupe s'appelait encore Sons of Kyuss.

## Musiciens
- John Garcia : chant
- Josh Homme : guitares
- Nick Oliveri : basse
- Brant Bjork : batterie, percussions
- Chris Cockrell: basse sur les titres 4 & 6

## Liste des titres
| No  | Titre                                        | Auteur                             | Durée |
| --- | -------------------------------------------- | ---------------------------------- | ----- |
| 1.  | (Beginning Of What's About To Happen) Hwy 74 | Josh Homme                         | 3:10  |
| 2.  | Love Has Passed Me By *                      | Brant Bjork / Homme                | 3:10  |
| 3.  | Son Of A Bitch                               | John Garcia / Homme / Nick Oliveri | 6:00  |
| 4.  | Black Widow*                                 | Homme                              | 2:40  |
| 5.  | Katzenjammer*                                | Chris Cockrell / Homme             | 2:20  |
| 6.  | Deadly Kiss*                                 | Homme                              | 5:02  |
| 7.  | The Law                                      | Homme / Oliveri                    | 7:50  |
| 8.  | Isolation*                                   | Homme                              | 2:45  |
| 9.  | I'm Not                                      | Garcia / Homme                     | 4:30  |
| 10. | Big Bikes                                    | Bjork                              | 5:04  |
| 11. | Stage III                                    | Bjork                              | 4:05  |

- Note: les titres suivis de *, figuraient déjà sur l'Ep "Sons of Kyuss"